# Маркувка
Маркувка (пол. Markówka) — село в Польщі, у гміні Добронь Паб'яницького повіту Лодзинського воєводства.
Населення — 179 осіб (2011).
У 1975-1998 роках село належало до Серадзького воєводства.

## Демографія
Демографічна структура станом на 31 березня 2011 року:
|          | Загалом | Допрацездатний вік | Працездатний вік | Постпрацездатний вік |
| -------- | ------- | ------------------ | ---------------- | -------------------- |
| Чоловіки | 90      | 19                 | 63               | 8                    |
| Жінки    | 89      | 15                 | 56               | 18                   |
| Разом    | 179     | 34                 | 119              | 26                   |